# 春日井市立白山小学校
春日井市立白山小学校（かすがいしりつ はくさんしょうがっこう）は、愛知県春日井市味美白山町にある公立小学校。

## 概要
- 味美白山町1・2丁目、中新町1・2丁目、中野町1・2丁目、二子町1・2丁目が学区であり、公立中学校の進学先は春日井市立味美中学校である[1]。
- 学区に味美古墳群（味美二子山古墳、味美白山神社古墳、御旅所古墳など）がある。それに因み、児童がハニワを製作し、二子山公園で行われるハニワまつりで展示する。

## 沿革
- 1967年（昭和42年） - 春日井市立味美小学校の分校として設置される。
- 1968年（昭和43年）4月1日 - 春日井市立白山小学校として独立する。
- 1972年（昭和47年） - 北館が完成する。
- 1974年（昭和49年） - 体育館が完成する。
- 1975年（昭和50年） - 東館が完成する。

## 交通アクセス
- JR東海交通事業城北線味美駅下車、徒歩約3分。
- 名鉄小牧線味美駅下車、徒歩約12分。

## 周辺施設
- 春日井市立味美中学校
- 春日井市立知多中学校
- 名古屋市立楠中学校
- 春日井市立味美小学校
- 名古屋市立楠小学校
- 二子山公園
  - 味美二子山古墳
  - 味美白山神社古墳
  - 御旅所古墳